# Калькхорст
Калькхорст (нем. Kalkhorst) — община в Германии, в земле Мекленбург-Передняя Померания.
Входит в состав района Северо-Западный Мекленбург. Подчиняется управлению Клютцер Винкель. Население составляет 1843 человека (на 31 декабря 2010 года). Занимает площадь 51,91 км².